# Saison 2 de Zorro (série télévisée, 1957)
Chronologie
Saison 1 de Zorro Hors saison de Zorro
Cet article présente le guide des épisodes de la seconde saison de la série télévisée Zorro.

## Distribution

### Acteurs principaux
- Guy Williams (V.F. : Jean-Louis Jemma) : Don Diego de la Vega alias « Zorro »
- Henry Calvin (V.F. : Fernand Rauzena) : Sergent Demetrio López García
- Gene Sheldon : Bernardo, le muet
- Don Diamond (V.F. : Jacques Dynam) : Caporal Reyes
- George J. Lewis (V.F. : Jacques Berlioz puis Jean Ozenne) : Don Alejandro de la Vega

### Acteurs récurrents
- Jolene Brand (V.F. : Michelle Bardollet) : Anna Maria Verdugo (épisodes 1 à 5 /  épisodes 10 à 13)
- John Litel : le Gouverneur (épisodes 8 à 13 / épisodes 33 à 36)

### Invités
- Lee Van Cleef (VF : Jacques Degor) : Antonio Castillo (épisode 1)
- Eduard Franz : Don Gregorio Verdugo (épisodes 1 à 5)
- Carlos Romero (en) : Romero Serrano (épisodes 1 à 5)
- Ken Lynch : Pablo (épisodes 2 à 5)
- Barbara Luna : Teresa Modesto (épisodes 6 à 9)
- Perry Lopez : Joaquín Castañeda (épisodes 6 à 9)
- Ric Roman : Commandant Briones (épisodes 6 à 9)
- Frank Wilcox : Rico (épisodes 6 à 9)
- Richard Anderson : Don Ricardo del Amo (épisodes 10 à 13)
- John Hoyt : Don Tomás Yorba (épisode 14)
- Arthur Batanides : Lazaro (épisode 14)
- Tom Pittman (en) : Romaldo (épisode 14)
- Gloria Castillo (en) : Buena (épisode 14)
- Robert Vaughn : Miguel Roverto (épisode 20)
- Cesar Romero : Don Esteban, l'oncle de Don Diego (épisodes 16 à 19)
- Patricia Medina : Margarita Cortazar (épisodes 16 à 19)
- Neil Hamilton : Don Hilario (épisode 20)
- Mark Sheeler : Tonio Alviso
- Gloria Talbott : Moneta Esperon
- Annette Funicello : Anita Cabrillo (épisodes 21 à 23)
- Jeff York (en) : Joe Crane (épisodes 24 à 26)
- Jonathan Harris : Don Carlos (épisodes 24 à 26)
- Jean Willes : Carlotta (épisodes 24 à 26)
- Paul Richards : Hernando (épisodes 24 à 26)
- Edgar Barrier : Don Basilio (épisodes 27 à 30)
- Robert J. Wilke (V.F. : René Arrieu) : le Capitaine Mendoza (épisodes 27 à 30)
- George N. Neise (en) : Capitaine Arrellanos (épisodes 33 à 36)
- Joan Evans : Leonor (épisodes 33 à 36)
- Noel de Souza : Paco
- James Hong : le Chinois (épisode 38)